# キーウの日
キーウの日 (ウクライナ語: День Києва) は、ウクライナの首都キーウ特別市の建都記念の祝日で、通常5月の最終日曜日に祝われる。正式名称はキーウ市の日 (ウクライナ語: День міста Київ)で、ロシア語話者向けのメディアでは「День Киева（キエフの日）」とも表記される。
ウクライナの市町村がそれぞれの設立を祝う記念日を制定しているのと同様に、キーウの日はキーウ市によって制定された 。祝典は典型的に2日間に渡り5月の最終週末に催され、役者やミュージシャンが路上でパフォーマンスを繰り広げるほか、国立小児心臓血管及び心臓外科病院を支援するウクライナ国内最大規模のスポーツイベントである「クリの木の下競走」という名の5キロのチャリティー徒競走を始めさまざまな催しが開催される。
市内居住者や郊外からの観光客はそれらのパフォーマンス、競技、その日の夜（東ヨーローッパ時間22:00頃）に打ち上げられる花火の見学に市中を訪れる。
最初のキーウの日はキーウ建都1500年記念にあたる1982年5月に祝われた。キーウの建都の年代にはいまでもさまざまな論争があるが、この記念日の解釈には伝統的に認められている482年が採用された。その後キーウ市民は栄光に包まれた歴史と首都の威厳を堪能できるこの記念日を気に入り、1987年からは市の公定休日と制定された。

## 戦場のキーウの日
2022年5月29日及びその前日の28日、ウクライナはロシアの侵攻下にあったが、キーウ市では規模は縮小されたもののキーウ建都1540年記念が祝われた。キーウ市中心部ではコンサート、ウォーキング・ツアー、歴史的展示会、キーウの文化や伝統をテーマにしたアートや書籍の展示会などが催され、子供たち向けのアート・コンテストやクイズ大会などのイベントはオンラインで行われた。また、侵攻中のキーウの戦いを市がどう持ちこたえたかをテーマに、攻撃によって破壊されたテレビ塔やユダヤ人のホロコースト犠牲者追悼碑を有するバビ・ヤール渓谷などのキーウ郊外をまわる無料日帰りツアーも開催された。対面式のイベントでは、空襲警報に注意を払い、警報を察知した場合は速やかにシェルターに避難するよう注意書きが添えられた。多数の人が集まる恒例の花火大会は、戒厳令のもと夜間や成人の外出が禁止若しくは規制されていることもあって、開催されなかった。また、キーウ市郊外の平時には市民の憩いの場で、キーウの日前後に市民が良く訪れる公園や森林の一部は、不発弾や地雷の危険があるため、危険地域を指定しその地域を訪れないよう事前に注意喚起がなされた。